# Yair Levi
 (novembre 2023).
Yair Levi, né le 19 novembre 1988 à Zikhron Yaakov en Israël, est un chanteur et compositeur israélien.

## Biographie

### Enfance, éducation et débuts
Yair Levi est né le 19 novembre 1988. Il a grandi à Zikhron Yaakov. Enfant, il a étudié à l'école Ort de Samaria à Nimina. Au lycée, il était membre du groupe "Feedback".
En 2007, Yair Levi s'est enrôlé dans la 13e flotte et a commencé le cours de chasseur, qu'il a terminé en 2009. Après 5 ans de service en tant que combattant, Yair Levi a suivi un cours d'officier et a été libéré en 2015 avec le grade de capitaine.

### Carrière

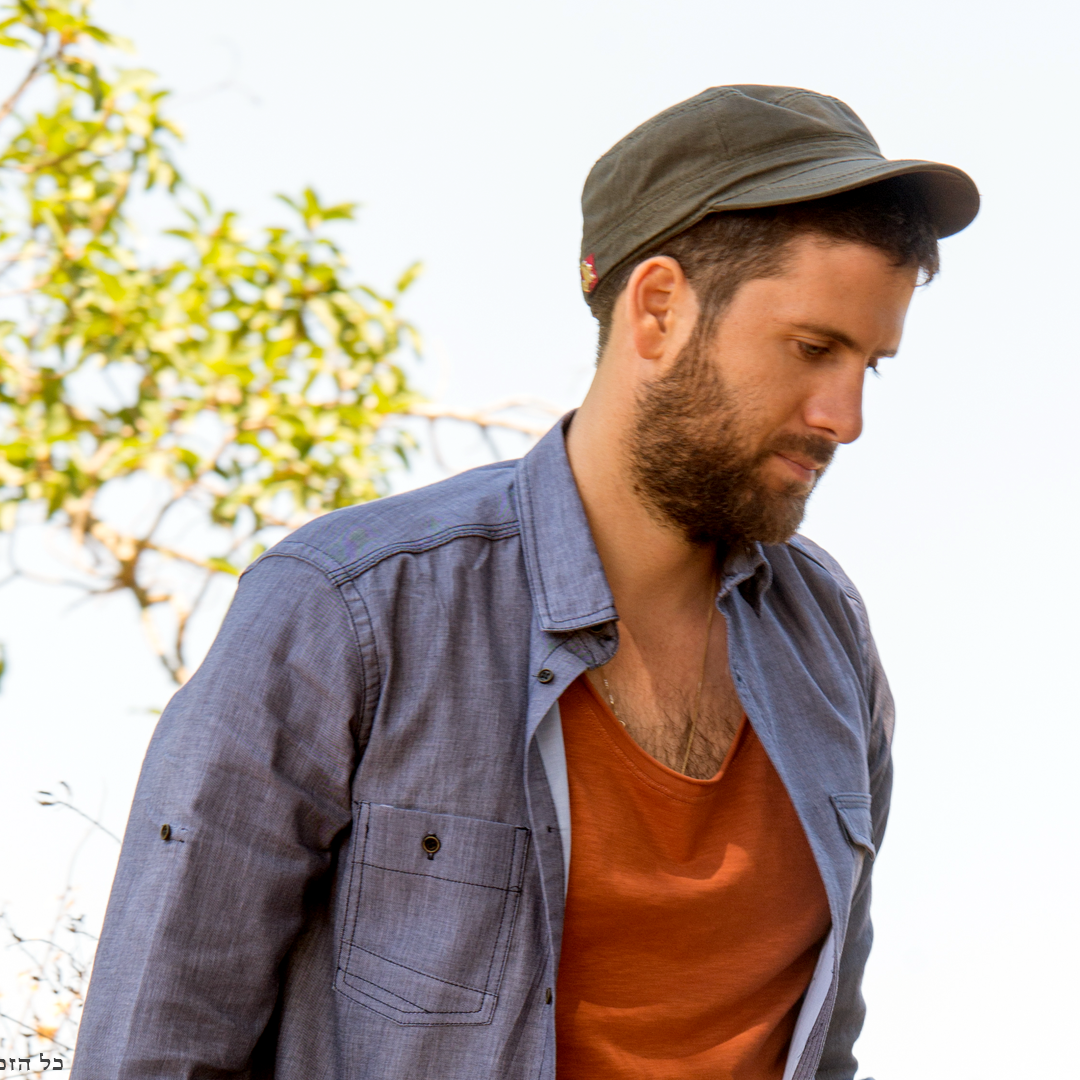

Après la sortie, Yair Levi a commencé à travailler sur son premier album « Shov Lanshum » et en 2016, Yair Levi a commencé à sortir les premières chansons de l'album. En juillet 2016, il sort sa première chanson à la radio, "Even when you are". Un mois plus tard, il sort la chanson "Mangan", dans laquelle il anime Arkady Dukhin. La chanson, qui ressemble à une chanson d'amour, parle en fait du désir de Yair Levi de sa guitare qu'il a oublié d'emporter lors de son voyage. La chanson a remporté le titre de chanson de la semaine sur Channel C et est entrée dans le défilé israélien. En novembre 2016, Yair Levi a sorti la chanson « Shoub Lanshum ». Une chanson écrite par Yair Levi après s'être retrouvé quelques semaines après avoir été libéré de l'armée et s'envoler pour le Népal. Quelques semaines après la guerre, il part en voyage dans l'Himalaya, en direction de l'Everest. Le contraste entre guerre et liberté a conduit à l’écriture de la chanson, qui est également devenue le nom de l’album.
En janvier 2017, Yair Levi a sorti le duo « Tan Li » avec Anat Malmud, un chant de prière auquel participe également le producteur et créateur Moshe Levy, qui est même entré dans la playlist Galagalz. En mars 2017, Yair Levi a sorti la chanson « Fly Forward », une chanson écrite par Ziv Shilon à la mémoire de son bon ami le capitaine Yohai Klangel. En avril 2017, Yair Levi a lancé son premier album chez Zappa Herzliya. La sortie de l'album a été financée grâce à la campagne Hadstart pour 61 085 NIS.
En août 2017, Yair Levi a sorti « Driving to You », la première chanson de son deuxième album. Son coéquipier dans l'armée, Dean Miroshnikov, participe au clip de la chanson.
En 2019, il commence à livrer une rencontre/conférence « à partir des intentions » qui mêle son histoire personnelle à ses poèmes.
En septembre 2018, Yair Levi a sorti un duo avec le chanteur Butzer, que le rabbin Kook a écrit « du désert d'un cadeau » (le chant de la foi).
En décembre 2019, il sort la chanson thème de son deuxième album « Letting Go ».
Entre les années 2019-2020, Yair Levi a commencé à parcourir tout le pays avec une conférence musicale "Des intentions" dans laquelle il raconte l'histoire de sa vie. Yair Levi s'est produit devant un large public d'adolescents et de soldats avant son enrôlement.
En avril 2020, pendant la pandémie de Covid-19, Yair Levi a sorti la chanson "Refa Na" REFA NA prière pour la médecine qui est devenue un succès international,,.
En septembre 2020, Levi a sorti deux chansons (Ben Adam, Anno) pour la saison du pardon et des vacances, dont la plus marquante est « Ben Adam » dans laquelle il accueillait la star de télé-réalité, chanteur et danseur Assaf Goren.